# 扎西岗乡 (拉孜县)
扎西岗乡（藏語：བཀྲ་ཤིས་སྒང་），是中华人民共和国西藏自治区日喀则市拉孜县下辖的一个乡镇级行政单位。于1988年由原扎西岗区建制改革而成。

## 行政区划
扎西岗乡下辖以下地区：
扎西岗村、玉托村、旁达村、乃琼村、顿珠顶村、吉荣村、朵门村、宁日村、苏村、若措村、响卓村和燕卓村。